# Harry Seidler

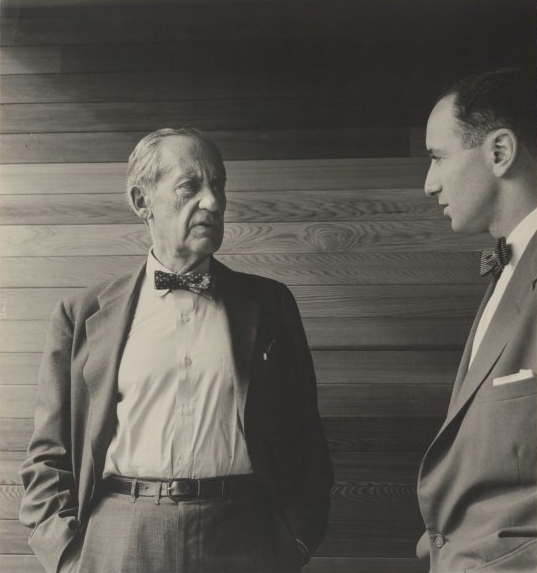
Harry Seidler (rechts) mit Walter Gropius in Sydney 1954

Harry Seidler (* 25. Juni 1923 in Wien; † 9. März 2006 in Sydney) war ein in Österreich geborener australischer Architekt. 

## Leben

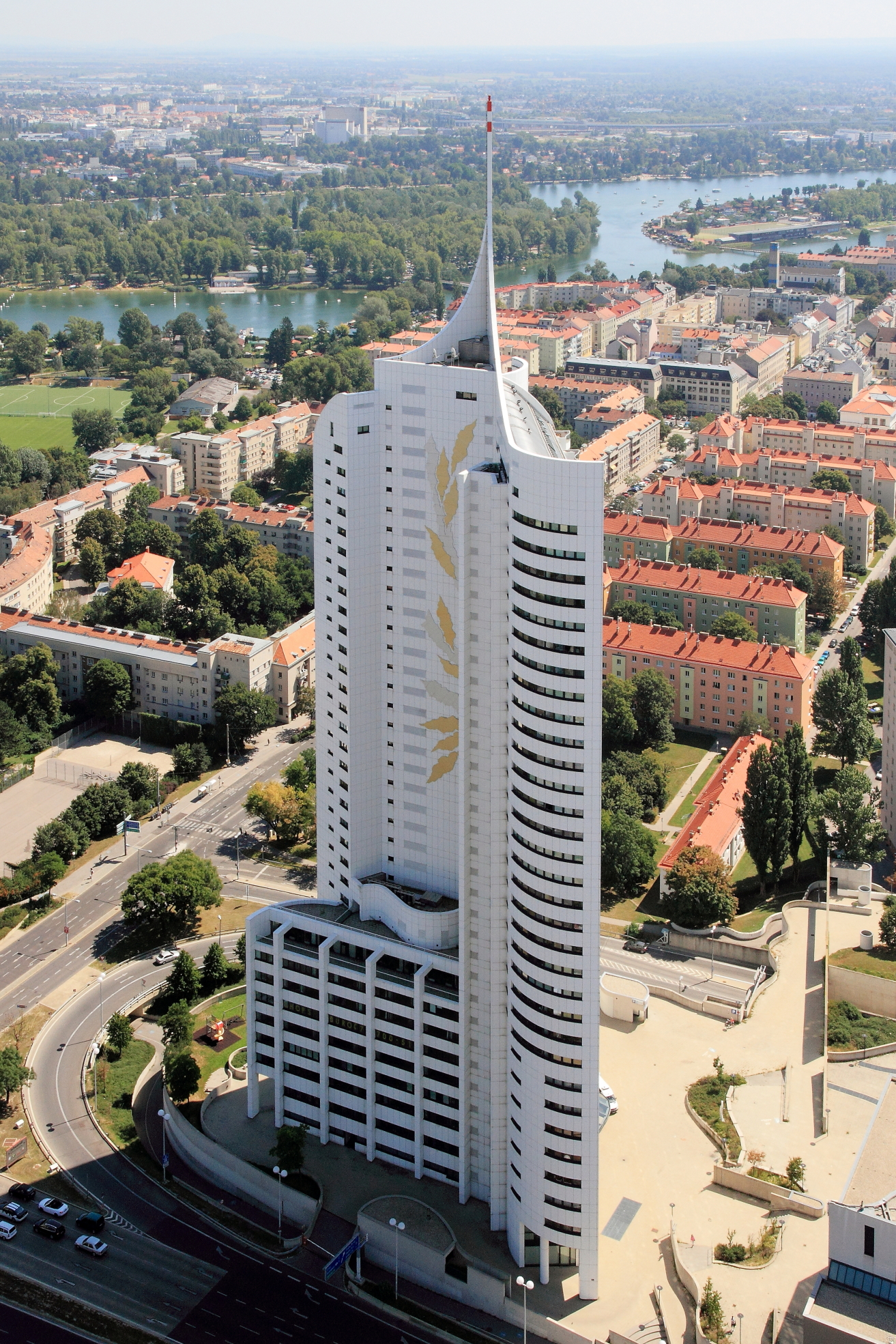
Harry Seidler: Hochhaus Neue Donau Wien (2002)

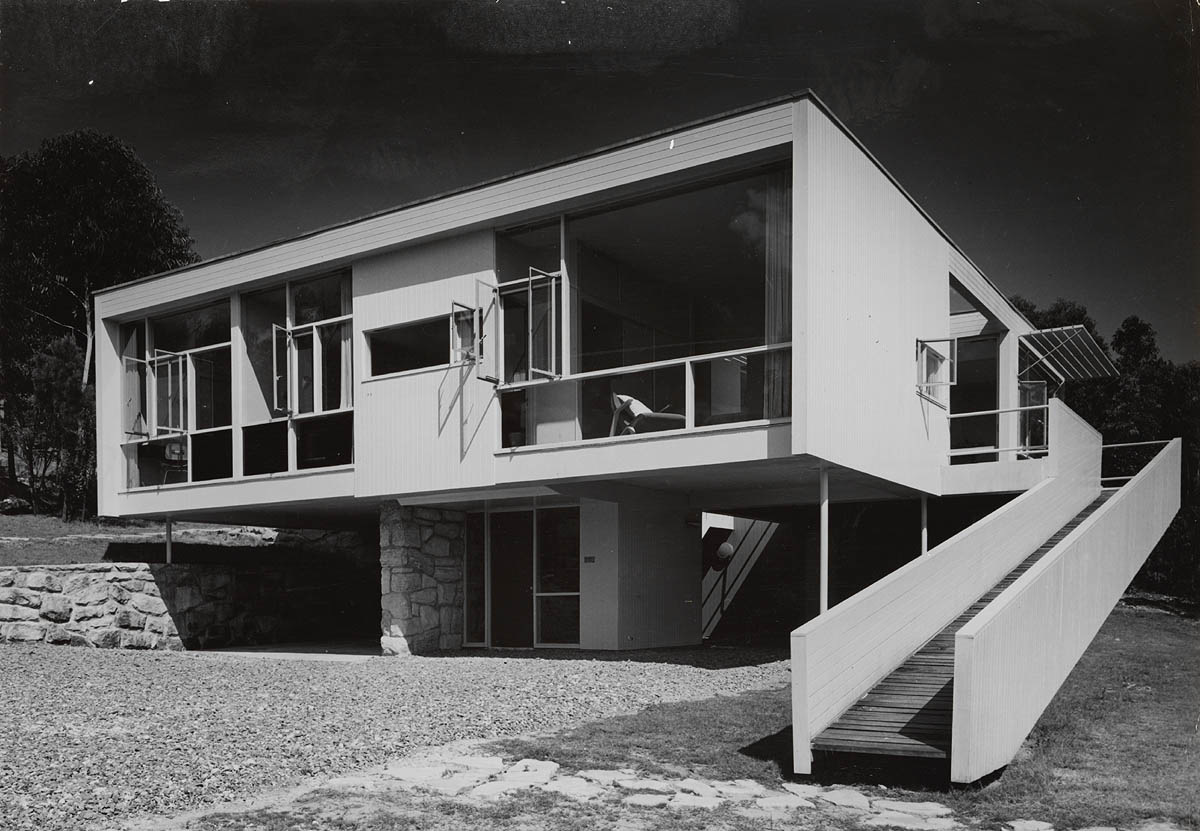
Rose Seidler House, Wahroonga, Sydney, 1948–50

Seidler wurde 1923 in Wien als Sohn eines Textilfabrikanten geboren. 1938 musste seine jüdische Familie unter dem nationalsozialistischen Regime flüchten und emigrierte nach Großbritannien. 
Hier besuchte er das Cambridgeshire Technical College. Als Enemy Alien wurde er nach Kanada verschifft; nach seiner Freilassung studierte er an der University of Manitoba und an der Harvard Graduate School of Design. In Harvard lernte er 1945 Marcel Breuer, Josef Albers und Walter Gropius kennen; bei dem Bauhaus-Begründer Gropius wurde er Meisterschüler. 1946 studierte er Design beim vormaligen Bauhauslehrer Albers am Black Mountain College in North Carolina. Für kurze Zeit arbeitete er bei Marcel Breuer in New York.
Nach Beendigung seiner Studien arbeitete er in Rio de Janeiro bei Oscar Niemeyer. 1948 zog er zu seinen Eltern, die sich zwischenzeitlich in Sydney niedergelassen hatten. 1949 eröffnete er dort sein eigenes Architekturbüro. Seit 1976 war er Gastprofessor an Hochschulen in Australien, in den USA und Europa. 2000 wurde er Honorarprofessor an der University of Sydney.
Sein erstes Bauvorhaben, ein Haus für seine Eltern, das 1948 bis 1950 entstandene Rose Seidler House in den nördlichen Vororten von Sydney, erregte seinerzeit die Gemüter. Heute ist das Gebäude inklusive der Originalmöblierung ein Museum im Besitz der Stiftung für historische Häuser von New South Wales.
Seidlers Lebenswerk umfasst viele bedeutende Gebäude in Australien, vornehmlich in seiner Wahlheimatstadt Sydney. Auch in Mexiko und in späteren Jahren in seinem Geburtsland Österreich, wo er in Wien 1993 den Wohnpark Neue Donau und 2002 das Hochhaus Neue Donau realisierte, hat er seine architektonischen Spuren hinterlassen. 
Seidler war als Architekt bis zu einem Schlaganfall im April 2005 tätig. Er starb 82-jährig in seinem Haus in Killara im Norden von Sydney. Er hinterließ seine Frau Penelope, die er 1959 geheiratet hatte, sowie den Sohn Timothy und die Tochter Polly.

## Auszeichnungen
- 1951, 1967, 1981, 1983, 1991: Sir John Sulman Medal
- 1965, 1966, 1967: Wilkinson Award
- 1966: Honorary Fellowship des American Institute of Architects (AIA)
- 1967: Civic Design Award
- 1968: Pan Pacific Citation des American Institute of Architects (AIA)
- 1976, 1987, 1989, 1991: diverse Auszeichnungen des Royal Australian Institute of Architects (RAIA)
- 1984: Mitglied der Académie d'architecture in Paris
- 1984: Ehrenmitglied der Gesellschaft bildender Künstler Österreichs (Künstlerhaus)
- 1985: Österreichische Ehrenstaatsbürgerschaft
- 1987: „Companion of the Order of Australia“ (AC), der höchste Grad des australischen Verdienstordens
- 1990: Ehrenmedaille der Bundeshauptstadt Wien in Gold[1]
- 1992: Officer of the Order of the British Empire
- 1996: Gold Medal des Royal Institute of British Architects (RIBA)
- 2002: Goldenes Ehrenzeichen für Verdienste um das Land Wien[2]
- 2004: Finalist des Internationalen Hochhauspreises der Stadt Frankfurt für „Cove Apartments“ in Sydney

## Werkschau

### Bürogebäude

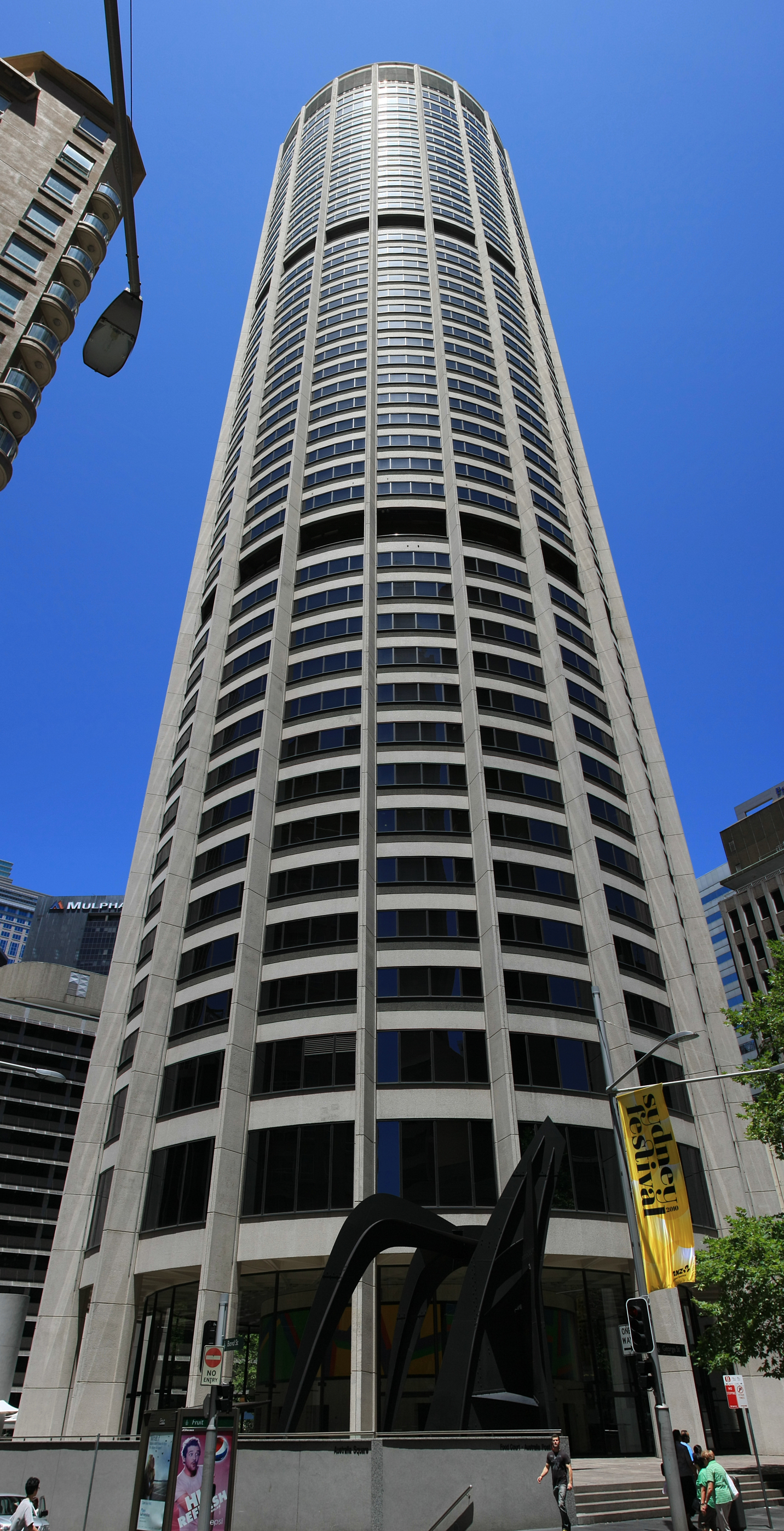
Australia Square, Sydney (1961–67)
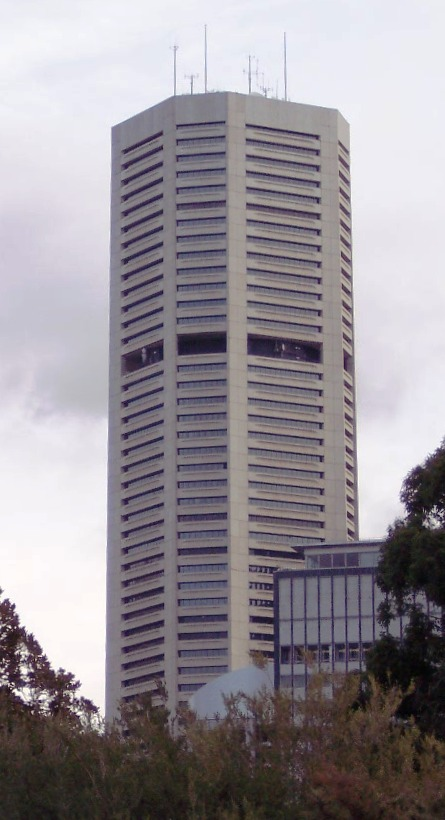
MLC Centre, Sydney (1972–75)
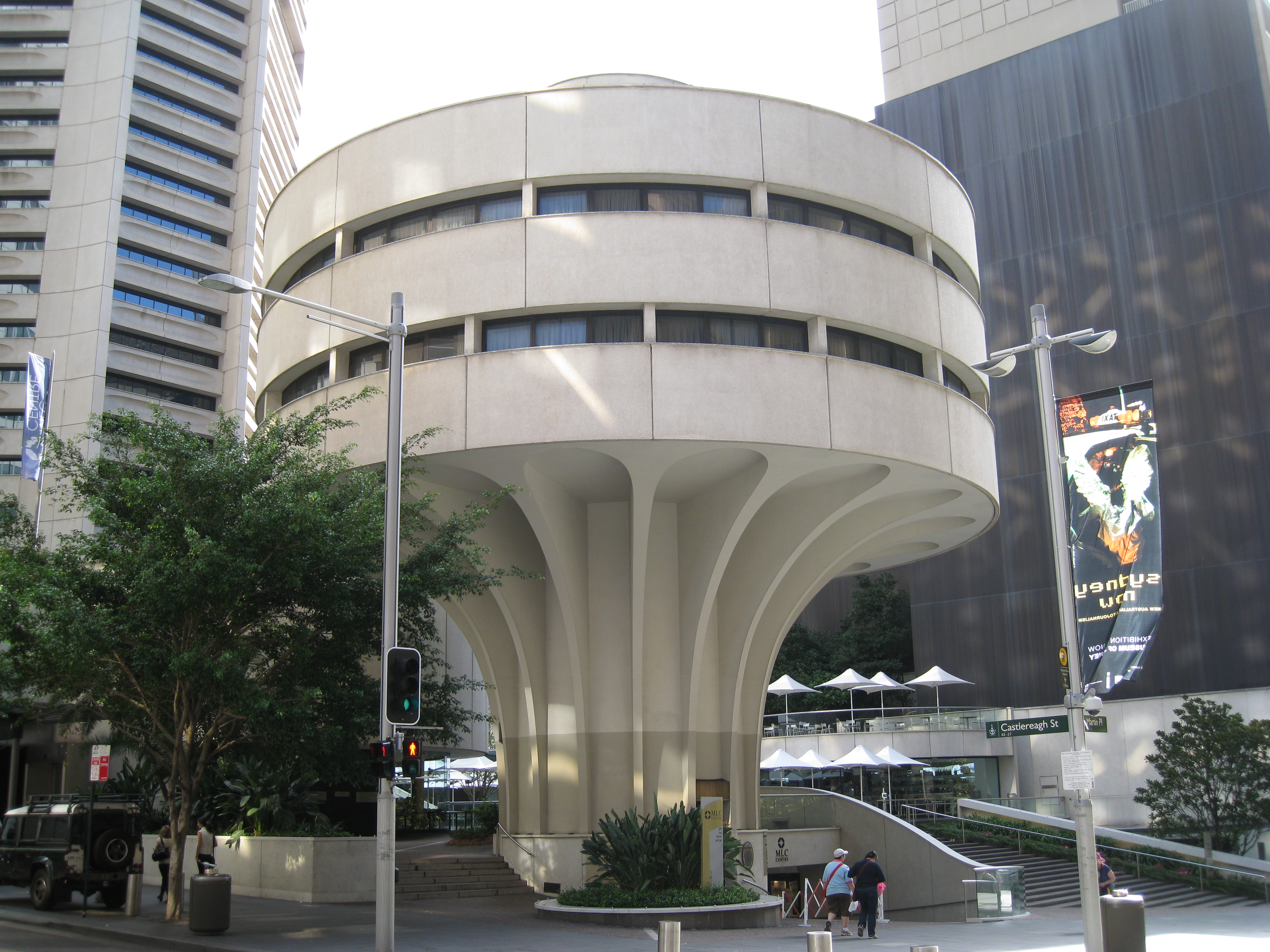
MLC Centre (Nebenbau), Sydney (1972–75)
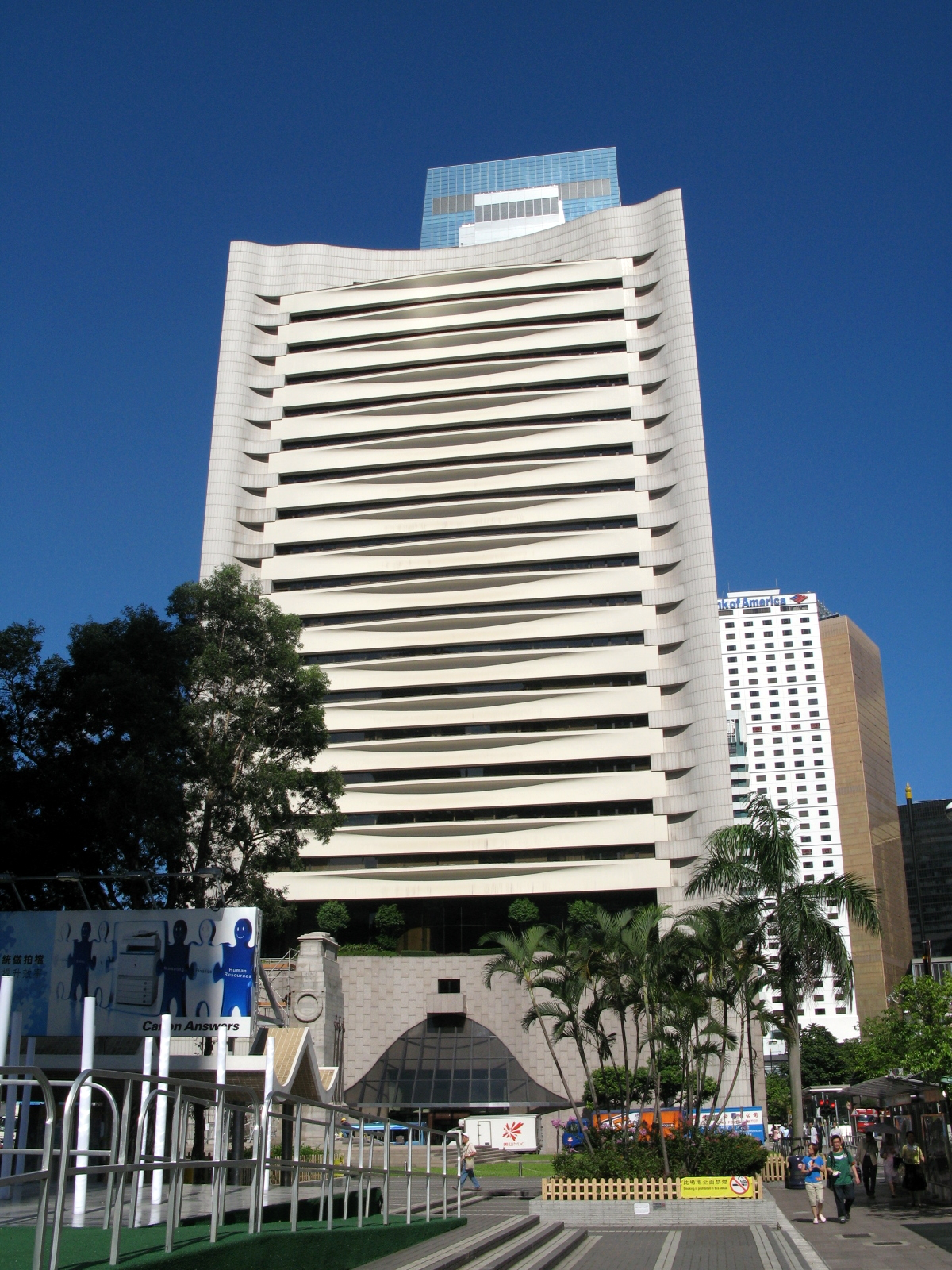
Hong Kong Club Building, Hongkong, 1980
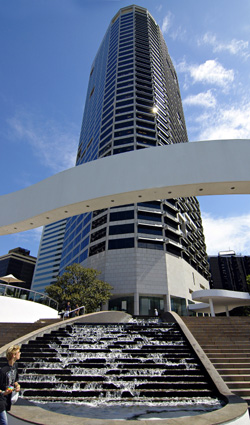
Riverside Centre, Brisbane (1983–86)
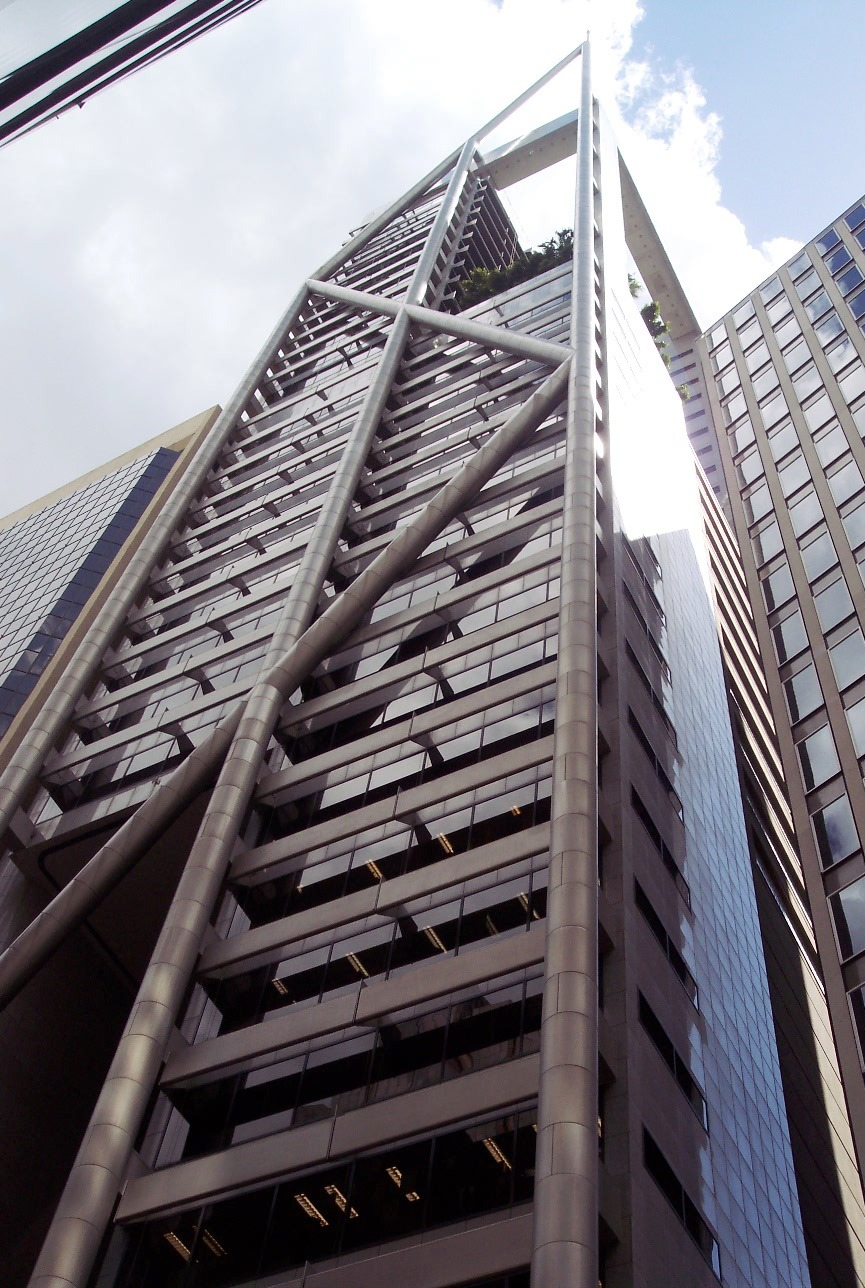
Castlereagh Centre (vormals Capita Centre), Sydney (1984–89)
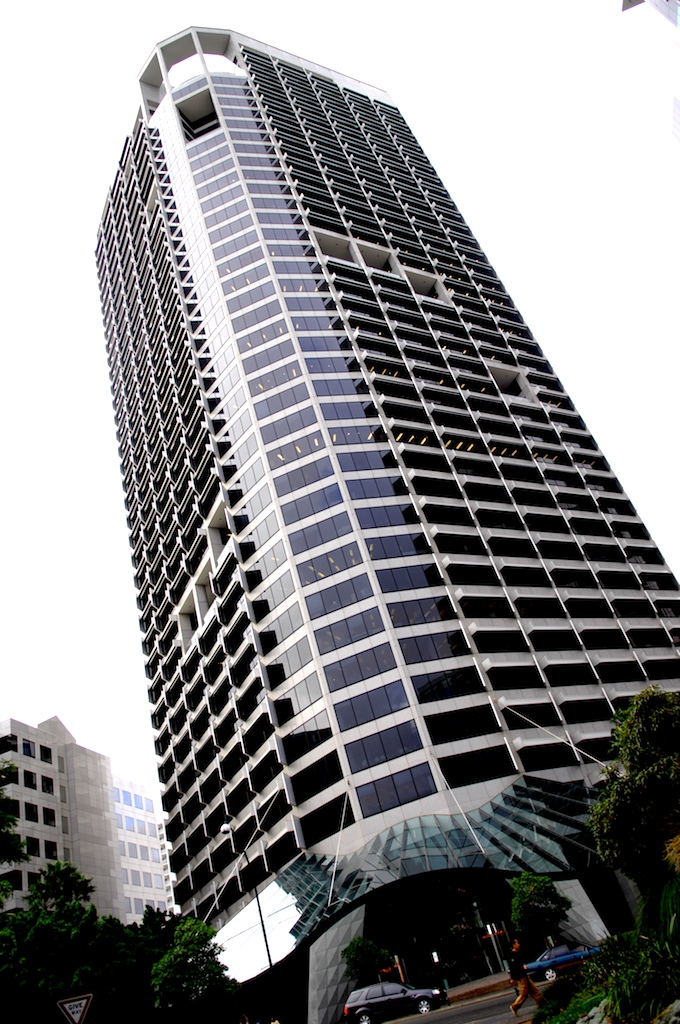
QV.1, Perth, (1988–1991)

### Gemischte Verwendung

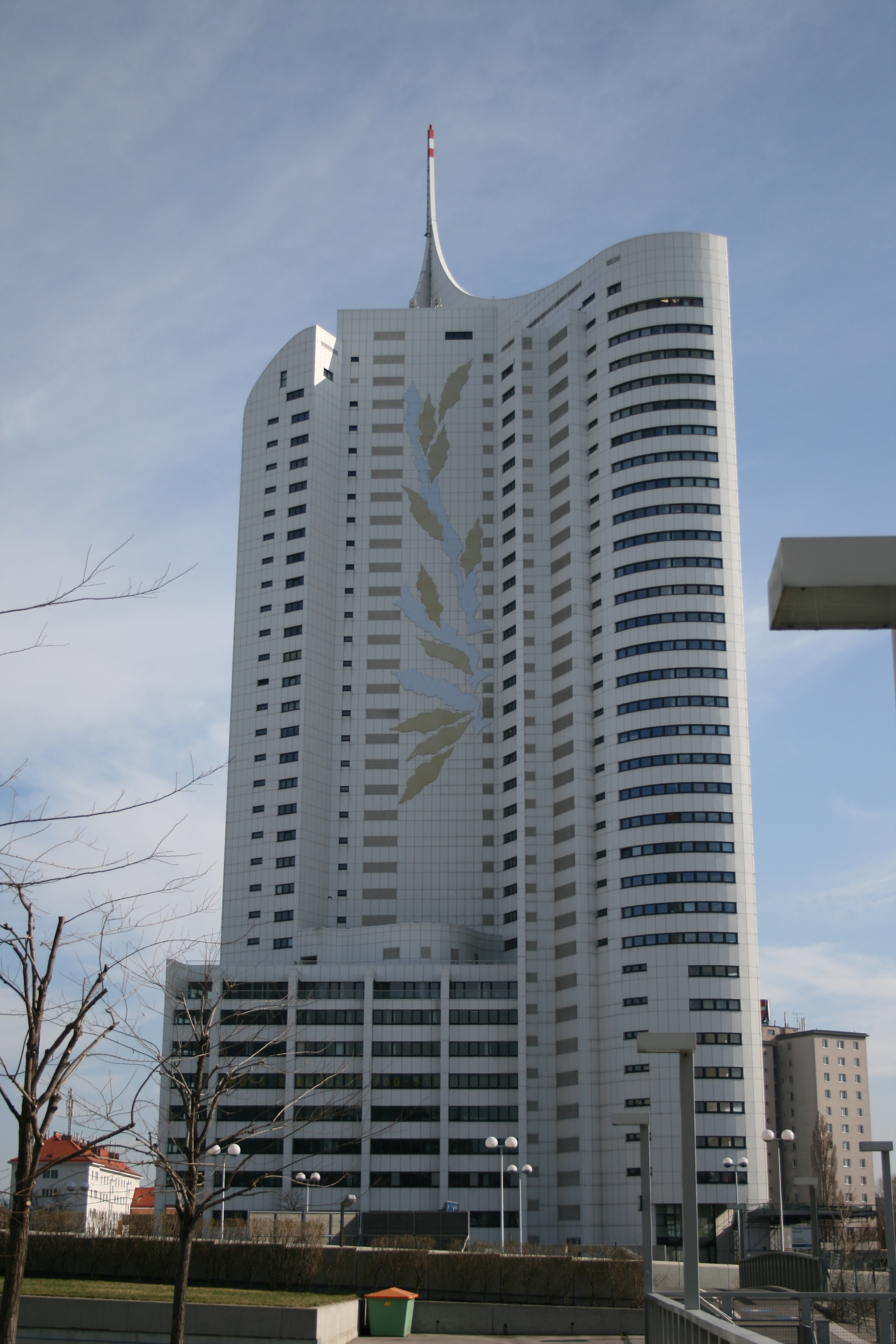
Hochhaus Neue Donau, Wien (1999–2002)
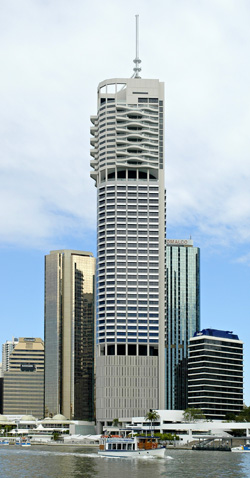
Riparian Plaza, Brisbane (1999–2005)

### Sportzentrum
Ian Thorpe Aquatic Center, Sydney, Stadtteil Ultimo

### Apartments

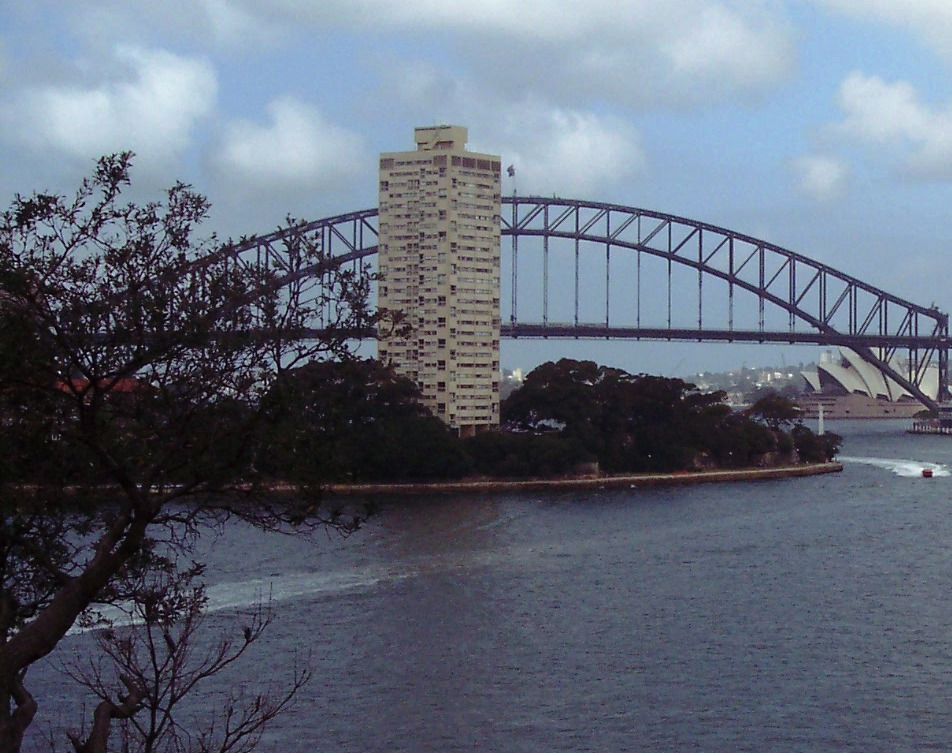
Blues Point Tower, McMahons Point, Sydney (1961)
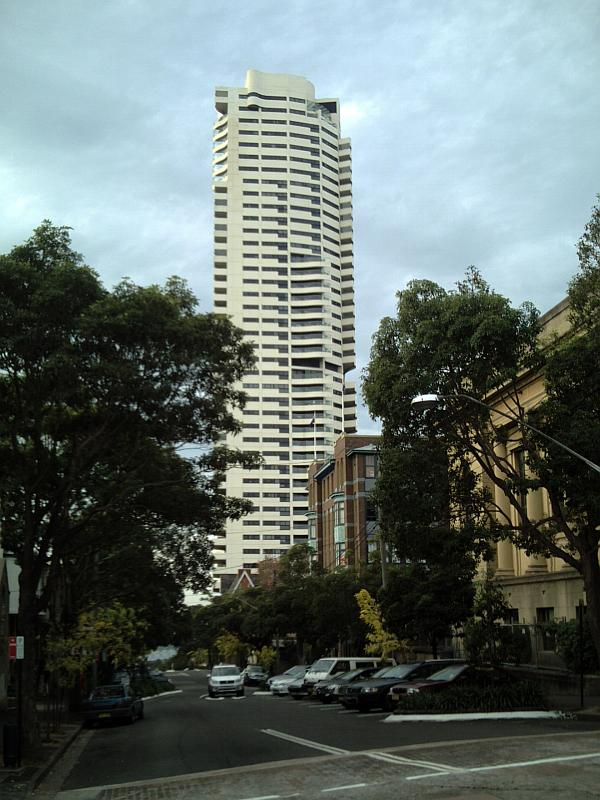
Horizon Apartments, Darlinghurst, Sydney (1990–98)
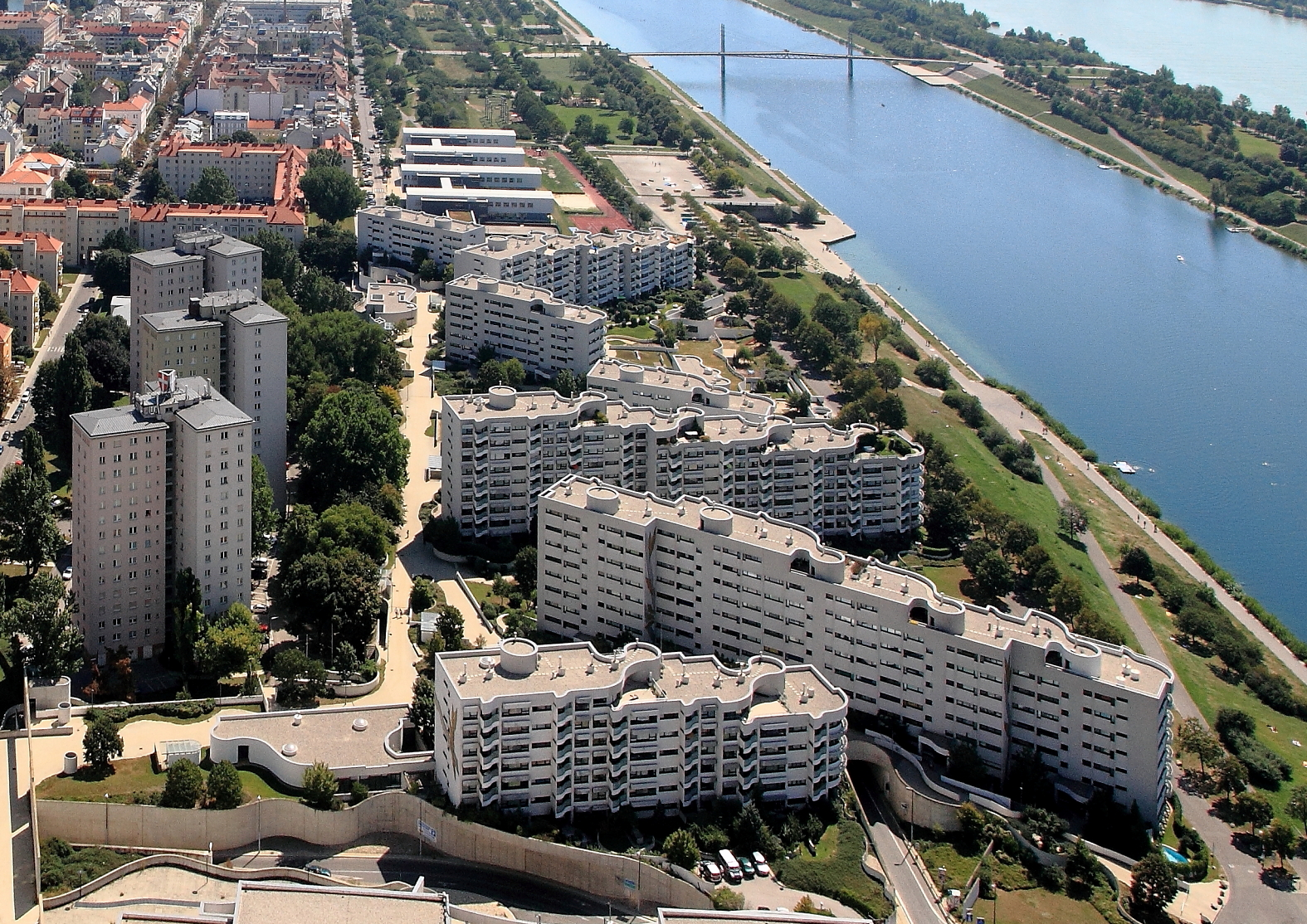
Wohnpark Neue Donau, Wien, 1993

### Einfamilienhäuser

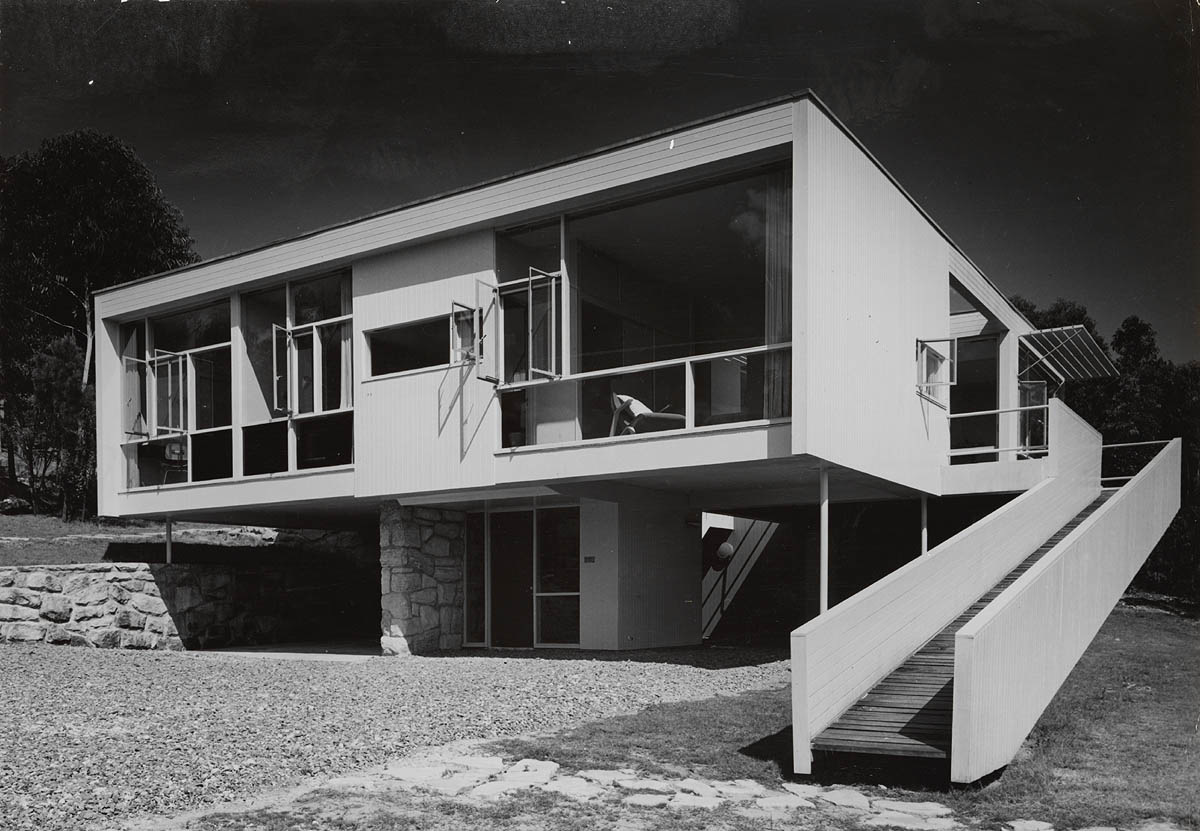
Rose Seidler House, Wahroonga, Sydney, (1948–50)

## Ausstellung
- 2025 San Marco Art Center, Venedig

## Zitate
- „Pension ist ein Fremdwort für mich. Mein Standard ist mein ehemaliger Chef Oscar Niemeyer, der arbeitet noch mit 96 wie der Teufel.“[3]
- „Die Mode ist Feind der Architektur.“[4]

## Bücher
- Internment: The Diaries of Harry Seidler May 1940-October 1941. Hg. Janis Wilton, Übers. aus dem Deutschen: Judith Winternitz. Unwin Hyman, Sydney 1987, ISBN 0868619159
- The Grand Tour. Reise um die Welt mit dem Blick des Architekten. Taschen Verlag 2004, ISBN 3822838713